# Ruellia dielsii
Ruellia dielsii är en akantusväxtart som beskrevs av Gottfried Wilhelm Johannes Mildbraed. Ruellia dielsii ingår i släktet Ruellia och familjen akantusväxter. Inga underarter finns listade i Catalogue of Life.